# 主父偃
主父 偃（しゅほ えん、生没年不詳）は、前漢の人。斉国臨菑県の人。

## 略歴
縦横の術を学び、後から『易経』・『春秋』などを学んだ。斉で遊説したが容れられず、家が貧しくて借財も出来なかったため燕・趙・中山へ行ったが、そこでも容れられなかった。諸侯は遊説するに足りないと思い、元光元年（紀元前134年）に長安へ行き衛青を頼った。衛青は武帝に彼を薦めたが武帝は省みなかった。そこで自ら武帝に律令のことや匈奴征伐を諌める上書を行った。
武帝は徐楽・厳安と共に主父偃に面会した。武帝は「貴方がたはどこにいたのだ。なんと会うのが遅かったことか」と言い、3人を郎中に任命した。主父偃はその後も献策をし、1年間で謁者・中郎・中大夫と昇進していった。
主父偃は「いにしえの諸侯の領地は百里以内であり制しやすかったのですが、今では千里に及び、城を何十と連ねています。平和な時には驕慢となり淫乱な行いがあり、事態が切迫すると強大な自国に篭り、同盟して朝廷に逆らいます。法によって削減すれば、かつての鼂錯のように反逆の芽が生まれます。今、諸侯の子弟は何十人とおりますが、嫡子以外は領地を得られず、仁孝を尽くす道が開かれていません。諸侯に領地を分割して子弟を列侯に封じることをお許しください。彼らは喜びますし、それによって国を分割することができます」と進言し、武帝はそれに従った。これがいわゆる推恩の令である。
また、主父偃は武帝の陵となる茂陵に天下の豪傑、豪族を移住させることも進言し、武帝はこれに従った。また主父偃は衛皇后を立てることや、燕王劉定国の事件を暴くことにも功績があった。大臣たちは主父偃の口を恐れ、多額の賄賂を贈った。
主父偃は朔方経営を進言し、公孫弘ら多くの大臣の反対を受けたが、武帝は朱買臣に反論させ、朔方経営を実行した。
元朔年間、主父偃は斉王劉次昌が淫乱であることを述べ、武帝は主父偃を斉の相とした。彼が斉に入ると、兄弟や賓客を集め、金五百斤を分け与えた上で、「私が貧しかったとき、兄弟は私に衣食を与えず、賓客は私を門の中に入れなかった。私は貴方がたと絶交する。今後私の家の門をくぐらないように」と言った。
斉王は主父偃が自分の事件を探っていると知ると、逃れることは出来ないと思い自殺した。
趙王劉彭祖は主父偃が趙にも災いをもたらすことを怖れ、主父偃が都を離れた時を狙って主父偃が諸侯の金を受け取っていることを告発した。更に斉王が自殺し、武帝は主父偃が自殺に追い込んだと思って激怒し、主父偃を獄に下した。
主父偃は諸侯の金を受けたことは認めたが斉王を自殺させてはいないと言った。武帝は主父偃を殺そうと思わなかったが、公孫弘が反対したため、主父偃を一族皆殺しにした。